# Pierreclanis
Pierreclanis là một chi bướm đêm thuộc họ Sphingidae, chỉ có một loài, Pierreclanis admatha, được tìm thấy ở Guinea, Bờ Biển Ngà, Cameroon, Cộng hòa Trung Phi, Cộng hòa Dân chủ Congo, Cộng hòa Congo, Gabon và Ghana.